# Réponse incongrue à l’inéluctable
 Réponse incongrue à l’inéluctable is het vierde studioalbum van de Franse muziekgroep Lazuli. Het album is opgenomen gedurende het jaar 2009, wederom in de geluidsstudio L’Abeille Rode. Het geheel was in handen van de leider van de band Claude Leonetti. De titel betekent ongepast antwoord op het onvermijdelijke. De aansluitende tournee bracht de band ook naar Paradiso in Amsterdam.

## Musici
- Claude Leonetti – LéOde;
- Sylvain Bayol – warr gitaar;
- Frédéric Juan – vibrafoon, marimba, percussie;
- Gédéric Byar – gitaar;
- Yohan Simeon – percussie, metalofoon, gitaar;
- Dominique Leonetti – zang, gitaar, mandoline.

## Composities
De teksten zijn van Dominique Leonetti, de muziek van de gehele band:
1. Abime (6:46)
2. On nous ment comme on respire (7:33)
3. La vie par la face nord (5 :33)
4. Aimants (5 :41)
5. Toujours un gars sur le pont (8 :00)
6. La belle noirceur
  1. Prologue (2 :03)
  2. La belle noirceur (5 :16)
  3. Epilogue (3 :45)
7. L’essentiel (2 :50)